# Sergio Marone
Sergio Passarella Marone (São Paulo, 1981.február 4. –) olasz származású brazil színész, modell.

## Élete
Először az Estrela Guia című sorozatban tűnt fel 2001-ben, majd több telenovellában is lehetett látni, a színészkedés mellett modellkedni is szokott. A Magyarországon bemutatott brazil sorozatok közül kettőben: A klón (O Clone) és a Trópusi paradicsom (Paraíso Tropical) című sorozatokban lehet látni.

## Sorozat szerepei
- 2011 - Morde & Assopra .... Marcos
- 2009 - Caras e Bocas .... Nicolas
- 2008 - Casos e Acasos .... Wilson
- 2008 - Casos e Acasos .... Pedro
- 2007 - Paraíso Tropical .... Humberto
- 2006 - Cobras & Lagartos .... Miguel
- 2006 - Sítio do Picapau Amarelo .... Aladim
- 2005 - Como uma Onda .... Rafa
- 2003 - Malhação .... Victor
- 2002 - O Clone .... Cecéu
- 2001 - Estrela-Guia .... Santiago